# Interstate 39
Pour les articles homonymes, voir I39 et Route 39.
L'Interstate 39 (I-39) est une autoroute du Midwest américain. Elle débute à Normal, Illinois, à l'I-55 jusqu'à la WIS 29 dans la ville de Rib Mountain, Wisconsin. L'I-39 a été désignée pour remplacer la US 51, laquelle, au début des années 1980, était l'une des autoroutes à deux voies les plus achalandées des États-Unis. L'I-39 a été construite durant les années 1980 et 1990.
En Illinois, la route a une longueur totale de 140,82 miles (226,63 km). Au Wisconsin, l'I-39 parcourt une distance de 182 miles (293 km). À l'exception du segment de 8 miles (13 km) autour de Portage, Wisconsin, l'autoroute partage son tracé avec au moins une autre route sur toute sa longueur. Entre Rockford, Illinois et Portage, Wisconsin, l'I-39 forme un multiplex avec l'I-90. Au Wisconsin, l'I-94 joint ce multiplex entre Madison et Portage. Avec 29 miles (47 km) au total, ce multiplex de trois Interstates est le plus long du genre au pays. À partir de Portage vers le nord, l'I-39 forme un multiplex avec la US 51.

## Description du tracé

### Illinois
En Illinois, l'I-39 commence à l'I-55, au nord de Bloomington–Normal, Illinois. Le terminus sud de l'I-39 est moins d'un mile (1,6 km) de l'I-74, laquelle entoure la ville de Normal. À partir de la ville, l'I-39 se dirige vers le nord à travers des régions agricoles. À environ 55 miles (89 km) au nord de la ville, l'I-39 traverse la rivière Illinois. Elle passe alors à l'est des villes de LaSalle et de Peru avant de croiser l'I-80. Au nord de l'I-80, l'autoroute rencontre l'I-88 à Rochelle. Plus loin, elle traverse la rivière Kishwaukee avant de croiser la US 20 au sud de Rockford. L'I-39 forme un multiplex avec cette dernière et rencontre l'I-90 près de Cherry Valley. Durant ce multiplex de l'I-39 / I-90, les numéros des sorties sont ceux de l'I-90. La route se dirige vers South Beloit. Il y a un poste de péage au sud de Rockton Road. La US 51 quitte le multiplex alors que l'I-39 / I-90 continue vers le nord au Wisconsin.

### Wisconsin
L'I-39 entre au Wisconsin avec l'I-90. Elle passe à l'est de la ville de Beloit. Elle y croise l'I-43, laquelle mène à Milwaukee. L'autoroute se dirige alors au nord et contourne Janesville par l'est. L'autoroute poursuit son trajet en direction nord et traverse la Rock River pour accéder aux régions d'Edgerton à l'ouest et de Milton au sud-est. L'autoroute adoptera une orientation vers le nord-ouest pour quelques miles. Elle reprend une orientation vers le nord et croise la US 12 et la US 18 à Madison. L'autoroute contourne toutefois la ville par l'est et l'I-94 joint le multiplex. Le multiplex d'autoroutes se dirige vers le nord à travers un secteur rural et traverse la rivière Wisconsin. À trois miles (4,8 km) au nord de la rivière, l'I-39 quitte le multiplex avec l'I-90 / I-94 et se dirige vers le nord alors que les deux autres autoroutes vont vers le nord-ouest. L'autoroute contourne Portage par l'ouest et ce segment constitue le seul segment où l'I-39 ne forme pas de multiplex. L'autoroute croise à nouveau la rivière Wisconsin et la US 51 se joint au tracé. La route quitte la région de Portage et entre dans le comté de Marquette.
L'autoroute se dirige vers le nord et croise quelques routes locales. Elle rencontre certaines localités pour arriver à Stevens Point. Elle contourne cette ville par l'est et par le nord. L'autoroute entame alors son dernier segment vers Wausau. Elle se termine officiellement quelques miles au sud de cette ville. La US 51 poursuit le trajet vers le nord pour éventuellement atteindre la rive sud du Lac Supérieur.

## Liste des sorties

### Illinois
| Interstate 39                   |                       |        |        |                                |                                                                                    | |
| Comté                           | Municipalité          | mi     | km     | Sortie                         | Intersections / Destinations                                                       | Notes |
| McLean                          | Normal                | 0,00   | 0,00   | —                              | I-55 / US 51 sud vers I-74 – Chicago, Saint-Louis, Decatur, Peoria, Champaign      | Terminus sud de l'I-39; terminus sud du multiplex avec US 51; sortie 164 de l'I-55                       |
| McLean                          | Normal                | 1,53   | 2,46   | 2                              | US 51 Bus. sud (Main Street) – Bloomington, Normal                                 | |
| McLean                          | Hudson                | 4,67   | 7,52   | 5                              | CR 12 (Franklin Street) – Hudson                                                   | |
| McLean                          | Hudson Township       | 7,75   | 12,47  | 8                              | IL 251 (en) nord / CR 8 (Lake Bloomington Road) – Kappa                            | |
| Woodford                        | El Paso               | 14,35  | 23,09  | 14                             | US 24 – Peoria, El Paso                                                            | |
| Woodford                        | Woodford              | 22,37  | 36,00  | 22                             | IL 116 (en) – Peoria, Pontiac                                                      | |
| Woodford                        | Minonk                | 26,94  | 43,36  | 27                             | CR 2 – Minonk                                                                      | |
| Marshall                        | Wenona                | 35,02  | 56,36  | 35                             | IL 17 (en) – Lacon, Wenona                                                         | |
| LaSalle                         | Lostant               | 41,60  | 66,95  | 41                             | IL 18 (en) – Henry, Streator                                                       | |
| LaSalle                         | Tonica                | 48,67  | 78,33  | 48                             | CR 54 (Reed Richardson Road) – Tonica                                              | |
| LaSalle                         | Eden Township         | 51,70  | 83,20  | 51                             | IL 71 (en) – Hennepin, Oglesby, Granville                                          | |
| LaSalle                         | Eden Township         | 52,47  | 84,44  | 52                             | IL 251 (en) – Peru, LaSalle                                                        | |
| LaSalle                         | Oglesby               | 53,79  | 86,57  | 54                             | Walnut Street – Oglesby                                                            | |
| LaSalle                         | LaSalle               | 56,75  | 91,33  | 57                             | US 6 (5th Street) – LaSalle, Peru, Ottawa                                          | |
| LaSalle                         | LaSalle               | 58,68  | 94,44  | 59                             | I-80 – Chicago, Des Moines, LaSalle, Peru                                          | Indiqué sortie 97A (est) t 97B (ouest); sortie 79 de l'I-80                                              |
| LaSalle                         | Troy Grove            | 66,16  | 106,47 | 66                             | US 52 – Troy Grove                                                                 | |
| LaSalle                         | Mendota               | 72,09  | 116,02 | 72                             | US 34 – Mendota, Earlville                                                         | |
| Lee                             | Paw Paw               | 82,57  | 132,88 | 82                             | CR 10 (Chicago Road) – Paw Paw                                                     | |
| Lee                             | Willow Creek Township | 87,34  | 140,56 | 87                             | US 30 – Sterling, Rock Falls, Aurora                                               | |
| Lee                             | Steward               | 93,34  | 150,22 | 93                             | CR 2 (Perry Road) – Steward                                                        | |
| Ogle                            | Rochelle              | 97,10  | 156,27 | 97                             | I-88 / IL 110 (en) (Ronald Reagan Memorial Tollway) – Moline, Rock Island, Chicago | Indiqué sortie 97A (est) et 97B (ouest); sortie 78 de l'I-88                                             |
| Ogle                            | Rochelle              | 99,46  | 160,07 | 99                             | IL 38 (en) / Lincoln Highway – DeKalb, Rochelle                                    | |
| Ogle                            | Lynnville Township    | 104,50 | 168,18 | 104                            | IL 64 (en) – Sycamore, Oregon                                                      | |
| Ogle                            | Monroe Center         | 110,98 | 178,60 | 111                            | IL 72 (en) – Genoa, Byron, Kingston                                                | |
| Winnebago                       | Rockford Township     | 115,49 | 185,86 | 115                            | CR 11 (Baxter Road)                                                                | |
| Winnebago                       | Rockford              | 119,05 | 191,59 | —                              | US 20 ouest (Rockford Bypass) – Rockford, Freeport                                 | Terminus sud du multiplex avec US 20; Aéroport de Chicago/Rockford                                       |
| Winnebago                       | Cherry Valley         | 122,17 | 196,61 | 122A                           | US 20 est – Belvidere                                                              | Terminus nord du multiplex avec US 20                                                                    |
| Winnebago                       | Cherry Valley         | 122,17 | 196,61 | 122B                           | Harrison Avenue                                                                    | |
| Winnebago                       | Cherry Valley         | 122,90 | 197,79 | —                              | I-90 est (Jane Addams Memorial Tollway) – Chicago                                  | Terminus sud du multiplex avec I-90; sortie 17 de l'I-90; l'I-39 utilise les numéros de sortie de l'I-90 |
| Winnebago                       | Rockford              | 124,45 | 200,28 | 15                             | US 20 Bus. (State Street)                                                          | Dernière sortie gratuite direction nord                                                                  |
| Winnebago                       | Rockford              | 127,77 | 205,63 | 12                             | CR 55 ouest (East Riverside Boulevard)                                             | Péage à la sortie direction nord et à l'entrée direction sud                                             |
| Winnebago                       | Machesney Park        | 131,31 | 211,32 | 9                              | IL 173 (en) (West Lane Road) – Machesney Park                                      | Péage à la sortie direction nord et à l'entrée direction sud                                             |
| Winnebago                       | Rockton               | 136,71 | 220,01 | Poste de péage de South Beloit | Poste de péage de South Beloit                                                     | Poste de péage de South Beloit                                                                           |
| Winnebago                       | South Beloit          | 137,53 | 221,33 | 3                              | CR 9 (Rockton Road)                                                                | Dernière sortie gratuite direction sud                                                                   |
| Winnebago                       | South Beloit          | 139,93 | 225,20 | 1                              | US 51 nord / IL 75 (en) – South Beloit                                             | Terminus nord du multiplex avec US 51                                                                    |
| Winnebago                       | South Beloit          | 140,25 | 225,71 |                                | I-39 nord / I-90 ouest – Madison                                                   | Continue au Wisconsin                                                                                    |
| - Terminus de multiplex - Péage |                       |        |        |                                |                                                                                    | |

### Wisconsin
| Interstate 39                                     |                  |        |        |        |                                                                                             | |
| Comté                                             | Municipalité     | mi     | km     | Sortie | Intersections / Destinations                                                                | Notes |
| Rock                                              | Turtle           | 0,00   | 0,00   |        | I-39 sud / I-90 est – Bloomington, Chicago                                                  | Continue en Illinois |
| Rock                                              | Turtle           | 2,48   | 3,99   | 185B   | I-43 nord – Milwaukee                                                                       | Sortie 1 de l'I-43 |
| Rock                                              | Turtle           | 2,46   | 3,96   | 185A   | WIS 81 (en) (Milwaukee Avenue) – Beloit                                                     | |
| Rock                                              | Turtle           | 4,78   | 7,69   | 183    | CTH-S (Shopiere Road)                                                                       | |
| Rock                                              | La Prairie       | 9,95   | 16,01  | 177    | WIS 11 (en) ouest (Avalon Road) – Janesville, Avalon                                        | Terminus sud du multiplex avec WIS 11 |
| Rock                                              | Janesville       | 12,49  | 20,10  | 175    | WIS 11 (en) est (Racine Street) – Delavan                                                   | Terminus nord du multiplex avec WIS 11                                                                                                   |
| Rock                                              | Janesville       | 15,61  | 25,12  | 171B   | US 14 – Janesville                                                                          | |
| Rock                                              | Janesville       | 16,41  | 26,41  | 171A   | WIS 26 (en) – Milton                                                                        | |
| Rock                                              | Fulton           | 24,62  | 39,62  | 163    | WIS 59 (en) – Edgerton, Milton, Whitewater                                                  | |
| Dane                                              | Albion           | 27,60  | 44,42  | 160    | US 51 sud / WIS 73 (en) / WIS 106 (en) – Edgerton, Deerfield                                | Terminus sud du multiplex avec US 51 |
| Dane                                              | Christiana       | 31,30  | 50,37  | 156    | US 51 nord – Stoughton                                                                      | Terminus nord du multiplex avec US 51 |
| Dane                                              | Pleasant Springs | 40,40  | 65,02  | 147    | CTH-N – Stoughton, Cottage Grove                                                            | |
| Dane                                              | Blooming Grove   | 45,54  | 73,29  | 142    | US 12 / US 18 (Beltline Highway) – Madison, Cambridge                                       | Indiqué sortie 142A (ouest) et 142B (est); sortie 267 de US 12                                                                           |
| Dane                                              | Madison          | 49,39  | 79,49  | 138B   | WIS 30 (en) ouest – Madison                                                                 | Dessert l'Aéroport de Madison |
| Dane                                              | Madison          | 49,74  | 80,05  | 138A   | I-94 est – Milwaukee                                                                        | Terminus sud du multiplex avec l'I-94; sortie 240 de l'I-94 ouest                                                                        |
| Dane                                              | Madison          | 51,74  | 83,27  | 135C   | High Crossing Boulevard                                                                     | Sortie direction nord, entrée direction sud                                                                                              |
| Dane                                              | Madison          | 51,96  | 83,62  | 135B   | US 151 nord – Sun Prairie                                                                   | |
| Dane                                              | Madison          | 51,96  | 83,62  | 135A   | US 151 sud – Madison                                                                        | |
| Dane                                              | Burke            | 55,20  | 88,84  | 132    | US 51 (Stoughton Road) – Madison, DeForest                                                  | |
| Dane                                              | Windsor          | 56,68  | 91,22  | 131    | WIS 19 (en) – Waunakee, Sun Prairie                                                         | |
| Dane                                              | Vienna           | 60,93  | 98,06  | 126    | CTH-V – Dane, DeForest                                                                      | |
| Columbia                                          | Arlington        | 67,97  | 109,39 | 119    | WIS 60 (en) – Lodi, Arlington, Columbus                                                     | |
| Columbia                                          | Dekorra          | 71,99  | 115,86 | 115    | CTH-CS – Poynette, Lake Wisconsin                                                           | |
| Columbia                                          | Caledonia        | 78,63  | 126,54 | —      | I-90 ouest / I-94 ouest – Wisconsin Dells                                                   | Terminus nord du multiplex avec I-90 / I-94; sortie 108B de l'I-90                                                                       |
| Columbia                                          | Caledonia        | 79,26  | 127,56 | 84     | WIS 78 (en) sud – Merrimac                                                                  | Indiqué sortie 108A en direction nord |
| Columbia                                          | Caledonia        | 79,73  | 128,31 | 85     | Cascade Mountain Road                                                                       | |
| Columbia                                          | Portage          | 81,73  | 131,53 | 87     | WIS 33 (en) (Cook Street) – Portage, Baraboo                                                | |
| Columbia                                          | Portage          | 84,13  | 135,99 | 89     | WIS 16 (en) (Wisconsin Street) vers WIS 127 (en) – Portage, Wisconsin Dells, Columbus       | Indiqué sortie 89A (est) et 89B (ouest) en direction nord                                                                                |
| Columbia                                          | Fort Winnebago   | 85,79  | 138,06 | 92     | US 51 sud (New Pinery Road) – Portage                                                       | Terminus sud du multiplex avec US 51 |
| Marquette                                         | Moundville       | 94,43  | 151,97 | 100    | WIS 23 (en) ouest / CTH-P – Wisconsin Dells, Endeavor                                       | Terminus sud du multiplex avec WIS 23 |
| Marquette                                         | Oxford           | 98,61  | 158,70 | 104    | CTH-D – Packwaukee                                                                          | Sortie direction nord, entrée direction sud                                                                                              |
| Marquette                                         | Oxford           | 100,77 | 162,17 | 106    | WIS 23 (en) est / WIS 82 (en) ouest – Oxford, Montello, Princeton, Packaukee                | Terminus nord du multiplex avec WIS 23                                                                                                   |
| Marquette                                         | Westfield        | 107,32 | 172,71 | 113    | CTH-E / CTH-J – Westfield, Harrisville, Princeton                                           | |
| Waushara                                          | Coloma           | 118,29 | 190,37 | 124    | WIS 21 (en) – Coloma, Necedah, Wautoma, Oshkosh, Tomah                                      | |
| Waushara                                          | Hancock          | 125,35 | 201,73 | 131    | CTH-V – Hancock                                                                             | |
| Waushara                                          | Plainfield       | 130,94 | 210,73 | 136    | WIS 73 (en) – Plainfield, Wisconsin Rapids, Wautoma, Nekoosa                                | |
| Portage                                           | Pine Grove       | 134,07 | 215,76 | 139    | CTH-D – Almond                                                                              | |
| Portage                                           | Pine Grove       | 137,56 | 221,38 | 143    | CTH-W – Bancroft, Wisconsin Rapids                                                          | |
| Portage                                           | Plover           | 145,91 | 234,82 | 151    | WIS 54 (en) (Post Road) / US 51 Bus. – Wisconsin Rapids, Plover, Waupaca                    | |
| Portage                                           | Plover           | 147,51 | 237,39 | 153    | CTH-B (Plover Road) – Wisconsin Rapids, Plover, Amherst                                     | |
| Portage                                           | Plover           | 150,53 | 242,25 | 156    | CTH-HH (McDill Avenue) – Whiting, Stevens Point                                             | |
| Portage                                           | Stevens Point    | 152,71 | 245,76 | 158    | US 10 est / WIS 66 (en) ouest (Main Street) – Stevens Point, Waupaca, Appleton, Marshfield  | Terminus sud du multiplex avec US 10; terminus sud du multiplex avec WIS 66; indiqué sortie 158A (est) et 158B (ouest) en direction nord |
| Portage                                           | Stevens Point    | 153,94 | 247,74 | 159    | WIS 66 (en) est (Stanley Street) – Stevens Point, Rosholt                                   | Terminus nord du multiplex avec WIS 66                                                                                                   |
| Portage                                           | Stevens Point    | 155,76 | 250,67 | 161    | US 51 Bus. (Division Street) – Stevens Point                                                | |
| Portage                                           | Hull             | 157,63 | 253,68 | 163    | Casimir Road                                                                                | |
| Portage                                           | Hull             | 159,75 | 257,09 | 165    | US 10 ouest – Marshfield                                                                    | Terminus nord du multiplex avec US 10 |
| Portage                                           | Hull             | 159,75 | 257,09 | 165    | CTH-X                                                                                       | Ancien échangeur, fermé lors de la construction de la sortie de US 10                                                                    |
| Portage                                           | Dewey            | 165,39 | 266,17 | 171    | CTH-DB – Knowlton, Lake DuBay                                                               | |
| Marathon                                          | Knowlton         | 169,64 | 273,01 | 175    | WIS 34 (en) (Balsam Road) – Knowlton, Wisconsin Rapids                                      | |
| Marathon                                          | Mosinee          | 173,57 | 279,33 | 179    | WIS 153 (en) – Mosinee, Elderon                                                             | Accès au Central Wisconsin Airport |
| Marathon                                          | Kronenwetter     | 175,39 | 282,26 | 181    | Maple Ridge Road                                                                            | |
| Marathon                                          | Rothschild       | 179,52 | 288,91 | 185    | US 51 Bus. – Rothschild, Kronenwetter                                                       | |
| Marathon                                          | Rib Mountain     | 182,14 | 293,13 | 187    | WIS 29 (en) est – Weston, Green Bay US 51 nord / WIS 29 (en) ouest – Wausau, Chippewa Falls | Terminus nord; terminus nord du multiplex avec US 51; la route continue au nord US 51 / WIS 29                                           |
| - Terminus de multiplex - Accès incomplet - Fermé |                  |        |        |        |                                                                                             | |